# 줄리아 마이클스
줄리아 마이클스(Julia Michaels, 1993년 11월 13일 ~ )는 미국의 싱어송라이터이다.

## 음반 목록

### EP
- Julia Michaels (2010)
- Futuristic (2012)
- Nervous System (2017)
- nner Monologue Part 1 (2019)